# Nowy Jaromierz
Nowy Jaromierz – wieś w Polsce, położona w województwie lubuskim, w powiecie zielonogórskim, w gminie Kargowa.
W okresie Wielkiego Księstwa Poznańskiego (1815–1848) miejscowość wzmiankowana jako Jaromierz nowy. Należała do wsi większych w ówczesnym powiecie babimojskim rejencji poznańskiej. Jaromierz nowy należał do jaromierskiego okręgu policyjnego tego powiatu i stanowił część majątku Jaromierz, który należał do rządu pruskiego w Berlinie. Według spisu urzędowego z 1837 roku Jaromierz nowy liczył 164 mieszkańców, którzy zamieszkiwali 26 dymów (domostw).

## Podział administracyjny
W latach 1975–1998 miejscowość administracyjnie należała do województwa zielonogórskiego.